# Sac de boxa

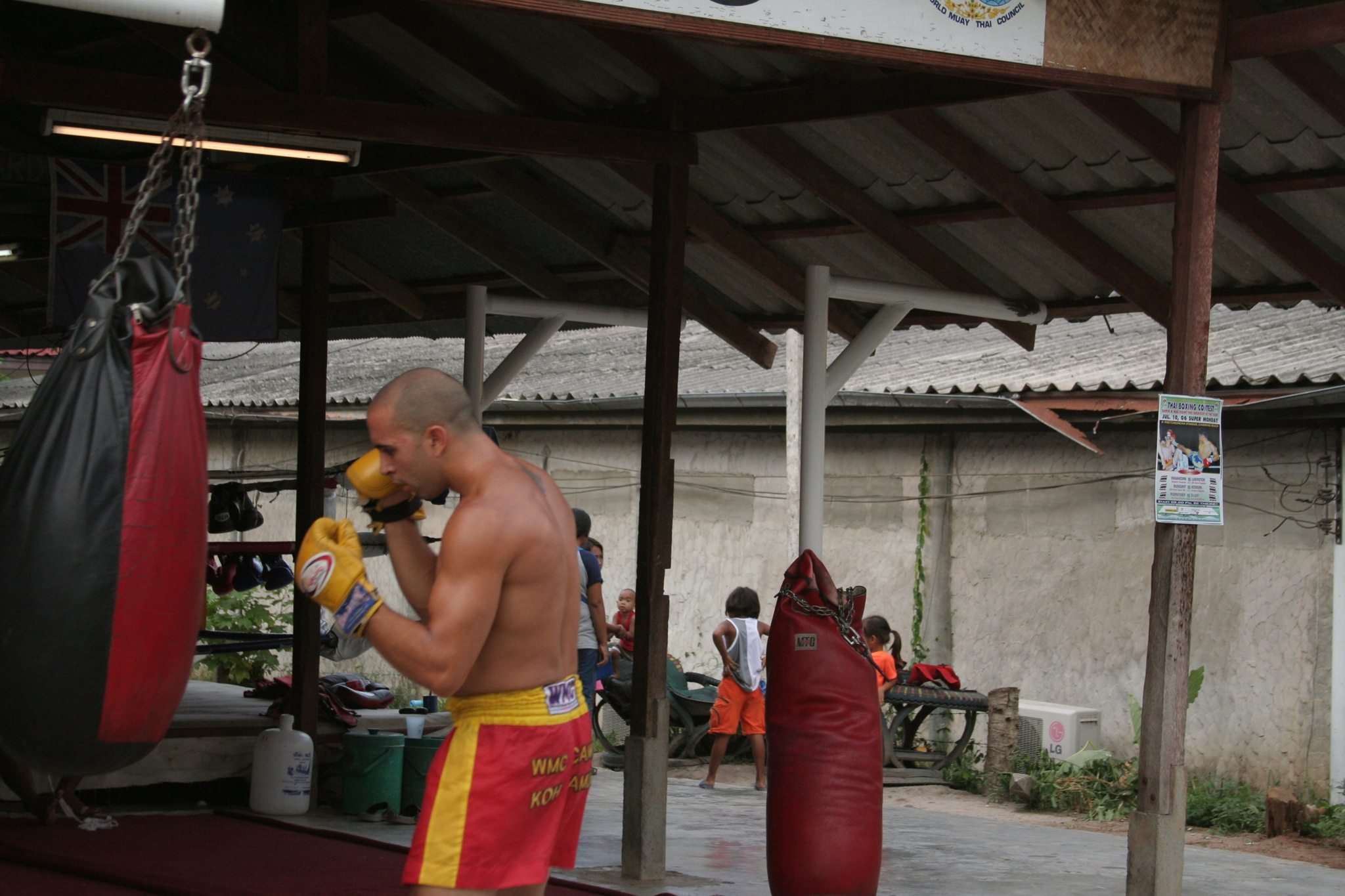
Boxejador colpejant un sac.

El sac de boxa, sac de boxar o sac d'entrenament és un element indispensable als entrenaments d'un munt d'esports de contacte (com la boxa) i les arts marcials. Colpir el sac pot portar perill per a les mans. Per a evitar lesions a les mans i als canells és important d'utilitzar una bena apropiada així com proteccions per a les mans.

## Funcions

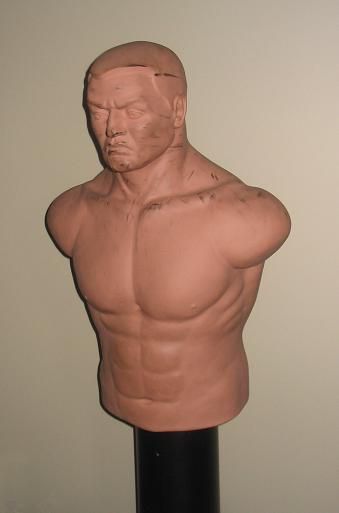
Sac de boxa amb forma humana.

El sac de boxa permet practicar repetitivament certs moviments necessaris per a aquests esports. La pràctica apunta a un quàdruple objectiu: perfeccionar el gest, automatitzat, enfortir els músculs implicats i finalment insensibilitzar els ossos i la pell de les extremitats usades en el sac.
- Gest: En una primera fase s'assagen els moviments sota la supervisió d'un entrenador fins a obtenir els gestos òptims.
- Automatització: En acabat es repeteixen moltes vegades fins a convertir-los en actes reflexos perquè no calgui la presència del supervisor.
- Enfortiment: Llavors comença la part més llarga de l'entrenament amb el sac de boxa en què es tracta d'endurir els músculs pel seu ús repetit.

Segons l'exercici que es vol fer-hi, hi ha diferents models, els més grossos i pesants van destinats a desenvolupar la potència d'enganxada, mentre que els menys pesants són utilitzats per desenvolupar els reflexos i la velocitat de moviment. Lògicament l'entrenament exhaustiu augmenta també la resistència cardiovascular encara que aquest aspecte se sol tractar específicament amb llargues curses de fons que també ajuden a enfortir les cames que permetran al practicant de situar-se en posicions avantatjoses per colpir o esquivar.

## Bruce Lee i el sac pesant
El sac pesant (d'uns 32 quilograms) era àmpliament utilitzat durant el seu entrenament de puntades i cops de puny per l'expert en arts marcials Bruce Lee. Segons l'actor James Coburn, quan Bruce s'entrenava a casa de Tower Road portava amb ell un sac pesant de grans dimensions d'uns 45-70 quilograms, que era ple de draps i podia arribar-lo a trencar d'una puntada. Per a evitar lesions Bruce aconsellava de protegir-se les mans i els canells amb guants o embolcalls. De totes maneres, aquest tipus d'entrenaments podia, segons ell, arribar a induir errors com una disminució d'atenció al combat real.
També deia que era important de visualitzar l'adversari mentre es donava cops al sac, deia que ell emprava "contingut emocional" amb els cops.
| «            | Fes servir el sac pesant, mou-te i fes voltes entorn d'aquest. L'únic benefici prové de la teva imaginació i la teva destresa per picar amb velocitat i potència. | » |
| — Bruce Lee. | |   |

## Errors comuns
Contràriament al que es pensa, el sac de boxa no ha de ser ple de sorra sinó d'un material tou com cotó o goma escuma, o courina. Només a la base del dit sac és possible de posar-hi una petita quantitat de sorra per donar-li estabilitat. Això és així, ja que la força del cop és donada per la velocitat i la tècnica del boxador, no pel pes o la duresa del sac de boxa. Un sac mal emplenat pot produir greus lesions a les mans.